# Olivier Deman
Olivier Deman (* 6. April 2000 in Antwerpen) ist ein belgischer Fußballspieler. Der linke Mittelfeldspieler spielt seit 2023 beim SV Werder Bremen. Er ist ehemaliger belgischer Nachwuchsnationalspieler und absolvierte im Juni 2023 sein erstes Spiel für die belgische A-Nationalmannschaft.

## Karriere

### Verein

#### Juniorenmannschaften
Deman begann 2005 in der Jugend des im westflämischen Knokke ansässigen Royal Knokke FC Fußball zu Spielen. Im Jahr 2007 wechselte er zu Cercle Brügge, dessen Jugendmannschaften er mit einer Unterbrechung von 2010 bis 2014, als er sich der des Lokalrivalens FC Brügge anschloss, bis 2019 durchlief.
Noch als Spieler der U21-Mannschaft von Cercle Brügge kam Deman am 10. März 2019 bei der 1:2-Niederlage gegen Standard Lüttich zu seinem ersten Einsatz in der Division 1A.

#### Cercle Brügge (2019–2023)
Nach seinem Herrenmannschafts-Debüt in der Saison 2018/19, welche für Cercle Brügge die erste erstklassige nach drei Jahren in der Division 1B war und auf Platz 13 beendet wurde, kam Deman in der aufgrund der COVID-19-Pandemie abgebrochenen Saison 2019/20 weitere vier Male als Joker zum Einsatz.
Sein Startelfdebüt gab er am 3. Februar 2021 beim Sechzehntelfinal-Sieg Cercles über Oud-Heverlee Löwen im Belgischen Fußballpokal 2020/21, aus dem Cercle im Viertelfinale ausschied. In der Liga stand Deman zuerst beim torlosen Unentschieden gegen RSC Anderlecht am 14. Februar 2021 in der Startelf. Fortan war er – noch als Mittelstürmer oder offensiver Mittelfeldspieler eingesetzt – Stammspieler unter Trainer Yves Vanderhaeghe und beendete mit Cercle auf Platz 15 die Spielzeit 2020/21 mit neun Ligaeinsätzen.
Am ersten Spieltag der folgenden Saison 2021/22, in der er nur zwei Spiele verpasste, gelang Deman, der nun zunehmend auch auf beiden Flügeln eingesetzt wurde, sein Premierentreffer. Cercle, das zwischenzeitlich sieben Spieltage auf dem Relegationsplatz stand, konnte die Saison unter Dominik Thalhammer noch auf dem 10. Tabellenplatz beenden.
Die anschließende Spielzeit 2022/23 begann für Cercle erneut schlecht, nach einem erneuten Trainerwechsel, nunmehr auf Miron Muslić, wurden jedoch mit Platz 8 die Europa-Play-offs erreicht, in denen die Teilnahme an der 2. Qualifikationsrunde zur Europa Conference League 2023/24 nur knapp verpasst wurde. Derweil nahm Deman als Stammspieler vornehmlich als linker Mittelfeld- oder Flügelspieler an 30 Ligaspielen teil und erhielt am 18. Spieltag nach zwei geahndeten Fouls seinen ersten Platzverweis.

#### Werder Bremen (seit 2023)
Nachdem er bereits fünfmal in der neuen Division-1A-Saison gespielt hatte, wechselte Deman am 31. August 2023, dem vorletzten Tag des Sommer-Transferfensters, für eine in Höhe von 4 Mio. Euro kolportierte Ablösesumme zum Bundesligisten Werder Bremen. Im Laufe der Saison 2023/24, die der Verein auf dem neunten Platz beendete, stand er vierzehn Mal in der Startelf und wurde fünfzehn Mal eingewechselt. Am sechsten und am 31. Spieltag erzielte er jeweils ein Tor, am zwölften Spieltag unterlief ihm ein Eigentor.

#### Royal Antwerpen (2025)
Im Januar 2025 schloss er sich leihweise für den Rest der Saison dem belgischen Erstligisten Royal Antwerpen an. Hier bestritt er 19 von 20 möglichen Ligaspielen. Bei einem Spiel war er nach der dritten gelben Karte in der Play-off-Runde gesperrt. Hinzu kamen drei Pokalspiele.

### Nationalmannschaft
Am 12. November 2021 bestritt Deman sein erstes Spiel für die belgische U21-Nationalmannschaft, als diese in der U21-EM Qualifikation gegen die Türkische Auswahl antrat. Er wurde für Yari Verschaeren eingewechselt und seine Mannschaft gewann mit 2:0. Sein erstes Tor erzielte Deman am 23. September 2022 in einem Freundschaftsspiel gegen die Niederlande, das jedoch mit 2:1 verloren ging.
Sein Debüt in der A-Nationalmannschaft gab er am 20. Juni 2023, als er beim 0:3-Sieg in Tallin im EM-Qualifikationsspiel gegen Estland in der 88. Spielminute für Arthur Theate eingewechselt wurde.